# ماثيو ليبيتيك
ماثيو ليبيتيك (بالإنجليزية: Matthew Libatique)‏ (ولد في 19 يوليو 1968) هو مصور سينمائي أمريكي اشتهر لعمله مع المخرج دارين أرنوفسكي في أفلام مثل باي، مرثية حلم، النافورة والبجعة السوداء.

## روابط خارجية
- ماثيو ليبيتيك على موقع IMDb (الإنجليزية)
- ماثيو ليبيتيك على موقع ألو سيني (الفرنسية)
- ماثيو ليبيتيك على موقع بوكس أوفيس موجو (الإنجليزية)
- ماثيو ليبيتيك على موقع قاعدة بيانات الأفلام السويدية (السويدية)
- ماثيو ليبيتيك على موقع قاعدة بيانات الفيلم (الإنجليزية)
- ماثيو ليبيتيك على موقع كينوبويسك (الروسية)